# クリス・マッケナ
クリス・マッケナは、アメリカのテレビ作家、映画プロデューサー、脚本家、テレビプロデューサー。『アメリカン・ダッド』、『コミ・カレ!!』、『The Mindy Project』などで脚本を担当している。

## キャリア
マッケナは、2004年の映画『ガール・ネクスト・ドア』で、ルーク・グリーンフィールド監督とともに脚本を練り、クレジットされていないライターとして参加した。WGAの仲裁プロセスによりクレジットが拒否された 。
マッケナは、『コミ・カレ!!』シーズン2のエピソード21『思い出ボロボロ/Paradigms of Human Memory』や、シーズン2のエピソード9『究極の楽勝講座は陰謀の香り/Conspiracy Theories and Interior Design』、エミー賞とヒューゴー賞にノミネートされた『あの子がほしい ラボ･パートナー選び/Remedial Chaos Theory』など、『コミ・カレ!!』で最も高い評価を受けたエピソードを執筆した。また、兄のマット・マッケナと共同で『アメリカン・ダッド』の中でも最も評価の高いエピソードの1つである『Rapture's Delight』を執筆した。
『アメリカン・ダッド』のライター時代に、後に執筆パートナーとなるエリック・ソマーズと出会った。二人はそれ以来、一緒に『レゴバットマン ザ・ムービー』、『スパイダーマン：ホームカミング』とその続編『ファー・フロム・ホーム』、『ジュマンジ/ウェルカム・トゥ・ジャングル』、『アントマン＆ワスプ』などの脚本を担当している 。
ルッソ兄弟とシットコム『コミ・カレ!!』で仕事をしていたマッケナは、映画『キャプテン・アメリカ/ウィンター・ソルジャー』の脚本にジョークを提供することで、脚本に貢献した。

## フィルモグラフィ

### 映画
| 年     | 作品名                                  | クレジット                       | 備考 |
| ------ | --------------------------------------- | -------------------------------- | --- |
| 1993年 | 愛と呼ばれるもの                        | アシスタント                     | |
| 1993年 | Little Miss Millions                    | プロダクションアシスタント       | |
| 1994年 | 遺産相続は命がけ!?                      | アシスタント                     | クリストファー・マッケナとして |
| 1995年 | Grumpier Old Men                        | アシスタント                     | |
| 2008年 | Registered Sex Offender                 | 製作総指揮                       | |
| 2008年 | Igor                                    | 脚本、俳優                       | キリセウムファン＃5（声） |
| 2009年 | くもりときどきミートボール              | スペシャルサンクス               | |
| 2017年 | レゴバットマン ザ・ムービー             | 脚本                             | エリック・ソマーズ、セス・グレアム＝スミス、ジャレッド・スターン、ジョン・ウィッティントンと脚本を共同執筆                               |
| 2017年 | スパイダーマン:ホームカミング           | 脚本                             | エリック・ソマーズ、ジョナサン・ゴールドスタイン、ジョン・フランシス・デイリー、ジョン・ワッツ、クリストファー・フォードと脚本を共同執筆 |
| 2017年 | ジュマンジ/ウェルカム・トゥ・ジャングル | 脚本、スクリーン・ストーリー担当 | エリック・ソマーズ、スコット・ローゼンバーグ、ジェフ・ピンクナーと脚本を共同執筆                                                         |
| 2018年 | アントマン&ワスプ                       | 脚本                             | エリック・ソマーズ、ポール・ラッド、アンドリュー・バラー、ガブリエル・フェラーリと共著                                                   |
| 2019年 | スパイダーマン:ファー・フロム・ホーム   | 脚本                             | エリック・ソマーズと共同執筆 |
| 2021年 | スパイダーマン:ノー・ウェイ・ホーム     | 脚本                             | エリック・ソマーズと共同執筆 |

### テレビ
| 年            | 映画                 | クレジット | 備考 |
| ------------- | -------------------- | --- | --- |
| 2005〜 2011年 | アメリカン・ダッド！ | スタッフライター、ライター、ストーリーエディター、エグゼクティブストーリーエディター、監督プロデューサー、プロデューサー | |
| 2010〜 2015年 | コミ・カレ!!         | ライター、共同製作総指揮者、製作総指揮者                                                                                 | ノミネート–コメディシリーズの傑出した執筆に対するプライムタイムエミー賞（「是正カオス理論」） ノミネート–ヒューゴー賞最優秀ドラマティックプレゼンテーション賞–ショートフォーム ノミネート–コメディシリーズのベストライティングでオンライン映画テレビ協会テレビ賞 |
| 2012〜2014    | ミンディプロジェクト | ライター、共同製作総指揮                                                                                                 | ノミネート–全米脚本家組合賞：新シリーズ |